# Eryk X Knutsson
Eryk X Knutsson (zm. 10 kwietnia 1216) – król Szwecji 1208–1216 (koronowany w 1210),  pochodzący z dynastii Erykidów.
Ojcem Eryka był Knut Eriksson, który panował w Szwecji w latach od 1167 do 1196, źródła nie przekazały imienia matki Eryka, która prawdopodobnie pochodziła z możnego szwedzkiego rodu. Data urodzenia Eryka Knutssona nie jest znana, przyjmuje się, że urodził się około 1180 i był jednym z kilku młodszych synów.
Po śmierci króla Knuta Erikssona koronę królewską przejął bez większych problemów przedstawiciel wrogiej Erykidom dynastii Swerkerydów – Swerker II zwany Młodszym, który łatwo zjednał sobie szwedzkich możnych i duchowieństwo. Brak oporu podczas przejęcia władzy przez Swerkera II pozwala przyjąć, że w tym czasie Eryk Knuttson był w młodym wieku. Eryk wraz ze swym rodzeństwem przebywał na dworze króla Swerkera, co trwało do 1203, kiedy Eryk wraz z braćmi udali się do Norwegii, chcąc tam szukać sojuszników do walki przeciwko Swerkerowi II. Dwa lata później Erykidzi wraz z norweskimi posiłkami przybyli do Szwecji, chcąc obalić władzę Swerkera. W 1205 miała miejsce bitwa pod Älgaras, pierwsza z bitew jakie Swerker II musiał stoczyć ze zwolennikami rodu Eryka. Pierwsza potyczka okazała się dla Erykidów przegrana, zginęli w niej trzej bracia Eryka. Jednak już następna bitwa pod Leną w 1208 okazała się zwycięską, w jej wyniku Swerker stracił władzę i musiał uciekać do duńskiej Skanii. Swerker powrócił do Szwecji, prowadzone przez niego wojska 17 lipca 1210 spotkały się z wojskami Eryka Knutssona pod Gestilren. Po stronie Eryka stanął Eskil Magnusson, możny z rodu Bjälbo, mimo że jego brat jarl Birger Brosa był teściem Swerkera. W bitwie pod Gestilren Eryk Knutsson kolejny raz pokonał Swerkera, który zginął podczas bitwy. Bitwa miała miejsce na terenie zachodniego Götalandu (Västergötland), z tym, że niektórzy z historyków uważają, że była w Upplandzie.
Eryk Knutsson, przy poparciu rodu Bjälbo i szwedzkiego duchowieństwa, koronował się w katedrze w Uppsalii. Był pierwszym szwedzkim królem, którego koronacja odbyła się zgodnie z chrześcijańskim obrządkiem, albowiem wybór poprzednich władców Szwecji miał miejsce podczas tingu na pradawnym kamieniu Mora. Podczas swego panowania Eryk skupił się na akcji dalszej chrystianizacji Szwecji, w tym terenów obecnej Finlandii, gdzie założył biskupstwo w Åbo. Eryk Knutsson zmarł 10 kwietnia 1216.

## Rodzina
Eryk poślubił duńską księżniczkę Ryksę (zm. 1221), córkę króla Waldemara I Wielkiego, co miało przełamać dotychczasowy tradycyjny sojusz Swerkerydów z Danią. Z małżeństwa pochodziły m.in. dzieci:
- Zofia, wyszła z mąż za księcia Meklemburgii Henryka Borwina III, pana Roztoki (jego matką była córka Swerkera II), Zofia zmarła w 1241,
- Ingeborga, jej mężem został jarl Birger Magnusson, ich syn Waldemar Birgersson został pierwszym królem Szwecji z nowej dynastii Folkungów, Ingeborga zmarła w 1254,
- Eryk XI, który urodził się już po śmierci ojca

Być może córką Eryka Knutssona była również Helena, żona Knuta Długiego (Långe), który w latach 1229-1234 wygnał z kraju Eryka XI i samodzielnie panował w Szwecji.